# Associazione Calcio Sanvito Benevento 1960-1961
Questa voce raccoglie le informazioni riguardanti l'Associazione Calcio Sanvito Benevento nelle competizioni ufficiali della stagione 1960-1961.

## Rosa
| N. |                   | Ruolo | Calciatore         |
| -- | ----------------- | ----- | ------------------ |
|    | Italia (bandiera) | C     | Marcello Alberici  |
|    | Italia (bandiera) | D     | Ennio Aliverti     |
|    | Italia (bandiera) | D     | Dino Bianchi       |
|    | Italia (bandiera) |       | Cianfranceschi     |
|    | Italia (bandiera) | A     | Antonio Durelli    |
|    | Italia (bandiera) | C     | Benito Giorgi      |
|    | Italia (bandiera) | D     | Vincenzo Faleo     |
|    | Italia (bandiera) | A     | Salvatore Firicano |
|    | Italia (bandiera) | D     | Angelo Forgione    |
|    | Italia (bandiera) | D     | Sergio Impinna     |

| N. |                   | Ruolo | Calciatore            |
| -- | ----------------- | ----- | --------------------- |
|    | Italia (bandiera) | C     | Dario Kalemenic       |
|    | Italia (bandiera) | P     | Alfredo Lombardi      |
|    | Italia (bandiera) | A     | Carlo Maluta          |
|    | Italia (bandiera) | D     | Luciano Nencini       |
|    | Italia (bandiera) | A     | Bartolomeo Papa       |
|    | Italia (bandiera) | A     | Francesco Passariello |
|    | Italia (bandiera) | A     | Francesco Russo       |
|    | Italia (bandiera) | C     | Mario Tascone         |
|    | Italia (bandiera) | P     | Enrico De Tata        |